# Сакони (село, Нижньогородська область)
Сакони (рос. Саконы) — село в Росії у Нижньогородській області Росії, адміністративний центр Саконської сільської ради Ардтатовського муніципального району.

## Географія
Село розташоване на лівому березі річки Теши.

## Населення
| 1999 | 2002  | 2010  |
| ---- | ----- | ----- |
| 1254 | ↘1247 | ↗1277 |